# 오비옉트 279

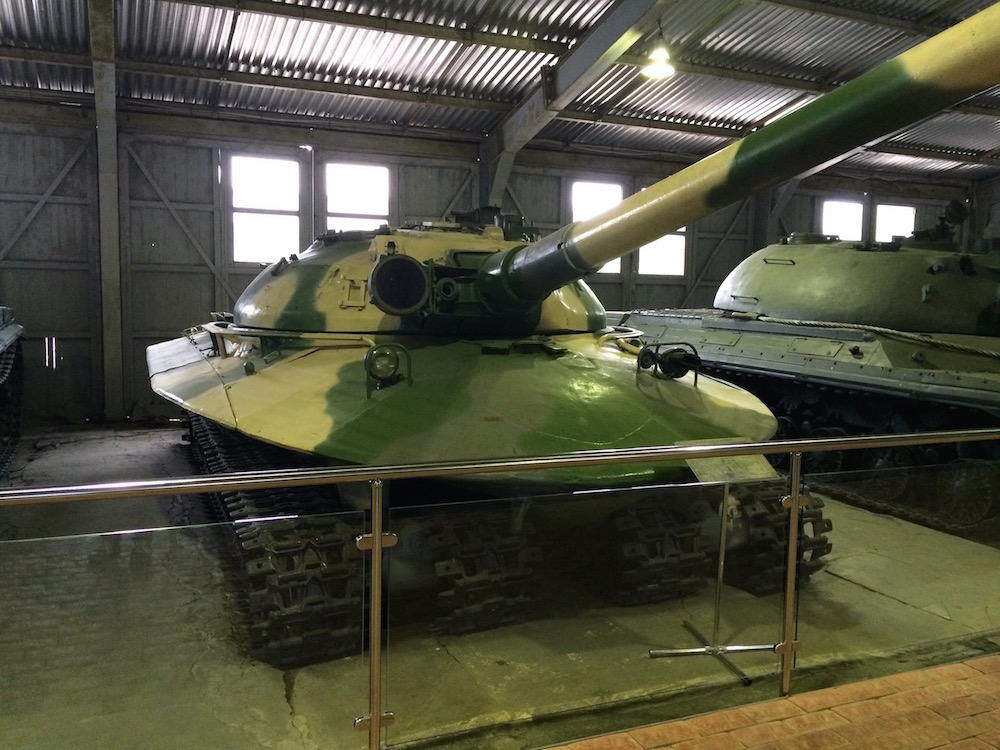
쿠빙카 전차 박물관의 오비옉트 279

오비옉트 279(Объект 279)는 1959년 말에 개발된 소련의 실험용 중전차이다.
이 특수 목적 전차는 기존 전차가 접근할 수 없는 크로스컨트리 지형에서 싸우도록 고안되었으며 중대형 돌파 전차 역할을 했다. 최고사령부 예비군의 전차로 계획되었다.

## 설계
이 탱크는 엔지니어 L. 트로야노프가 이끄는 그룹에 의해 레닌그라드의 키로프 공장에서 개발되었다. 1956년에 개발된 중전차 운용 요구 사항을 기반으로 전차 작업이 1957년에 시작되었으며, 사전 생산 전차가 1959년 말에 완성되었다.